# Casa Serra (Palafrugell)
Casa Serra és una obra neoclàssica de Palafrugell (Baix Empordà) inclosa a l'Inventari del Patrimoni Arquitectònic de Catalunya.

## Descripció
La casa Serra està situada al carrer dels Valls. És un edifici format per planta baixa i dos pisos. Presenta tres obertures a cada planta, totes elles d'arc carpanell i emmarcades amb pedra, material també emprat en la base i als angles de la façana. A la part superior hi ha un fris amb relleus que decora la part inferior de la cornisa de pas al coronament, actualment molt modificat.
Es conserva una torratxa de base quadrada amb palmetes decoratives.

## Història
L'edifici va ser bastit l'any 1891, d'acord amb la inscripció que hi figura a la porta d'accés, amb les lletres L.S. enllaçades dins d'un cercle orlat.